# Lawrence Frank

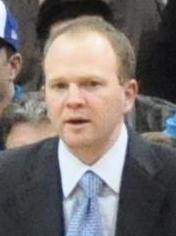
Lawrence Frank, 2012

Lawrence Frank (* 23. August 1970 in New York City, New York) ist ein US-amerikanischer Basketballtrainer und -manager. 

## Biografie
Im Januar 2004 trat Frank die Nachfolge von Byron Scott als Cheftrainer der New Jersey Nets an und war zu jenem Zeitpunkt der jüngste Trainer der National Basketball Association (NBA).
Der leidenschaftliche, aber nur mäßig talentierte Basketballspieler Frank bekam nach seiner Highschoolzeit kein Sportstipendium einer Universität angeboten. So entschied er sich für die Annahme eines Team-Manager-Stipendiums der Indiana University. Dort lernte Frank vier Jahre lang (1988–1992) unter Coach Bobby Knight die Feinheiten des Basketballspiels. Anschließend bekam Frank einen Assistenz-Trainerposten an der Marquette University, wo er von Coach Kevin O’Neill lernte. Als O’Neill an die University of Tennessee wechselte, folgte Frank ihm nach.
Bei den Vancouver Grizzlies in der NBA bekam Frank einen Job als Scout unter Trainer Brian Hill.  Drei Jahre später bewarb er sich 2000 erfolgreich für einen Assistenz-Trainerposten bei den New Jersey Nets. 2004 übernahm er für den entlassenen Byron Scott und startete seine Trainerkarriere mit 13 Siegen in Folge – Rekord für einen Profitrainer in den vier großen US-amerikanischen Sportarten Basketball, Eishockey, American Football und Baseball.
Zur Saison 2010/2011 wurde Frank von den Boston Celtics verpflichtet. Dort soll er als Assistenz-Trainer sich um die Defense der Celtics kümmern.
Von August 2011 bis April 2013 war Lawrence Frank Trainer bei den Detroit Pistons.
Frank lebt mit seiner Frau Susan in Englewood, New Jersey.